# Zamore et Mirza ou l'Esclavage des Noirs
Zamore et Mirza ou l’Esclavage des Noirs est un drame en trois actes écrit par Olympe de Gouges en 1782. Cette pièce décrit les conséquences de l’esclavage vues par deux esclaves durant l’époque de la colonisation. Olympe de Gouges, une importante figure du mouvement féministe, introduit ce thème dans son œuvre dramatique.
L'autrice fait face à des difficultés quant au sujet progressiste et la forme de la pièce. En décembre 1789, elle corrige son texte pour le rendre plus consensuel. Malgré ces changements, la pièce est interrompue après trois représentations, en raison d'une forte opposition de la part des commerçants des îles colonisées. Finalement, Olympe de Gouges publie la pièce en 1792 avec une nouvelle préface.
La pièce présente l’histoire de deux esclaves qui vivent en Inde : Zamore et Mirza, des amants en fuite, Zamore ayant abusé de la confiance de son maître, lui-même amoureux de Mirza. Ils rencontrent deux rescapés Français d'un naufrage, qui mettent tout en œuvre pour que Zamore et de Mirza soient épargnés.

## Personnages principaux
- Zamore : Indien, esclave instruit, amant de Mirza (Florence, acteur)
- Mirza : Indienne, amante de Zamore
- M. de Saint-Frémont : Gouverneur d’une île en Inde
- Mme de Saint-Frémont : Épouse de M. de Saint-Frémont
- Valère : Noble français, marié à Sophie
- Sophie : Fille de M. de Saint-Frémont, mariée à Valère
- Betzi : Femme de chambre de Mme de Saint-Frémont
- M. de Belfort : Major de la garnison
- Betzi : Femme de chambre de Mme  de Saint-Frémont
- Azor : Valet de M. de Saint-Frémont
- Clarisse : Ancienne femme de M. de Saint-Frémont (décédée)
- Coraline : esclave

## Résumé

### Préface
Olympe de Gouges inclut une préface à sa pièce pour la défendre face à l'opposition. Durant cette époque, la colonisation française prévalait aux Antilles et l'esclavage y était une pratique courante. La pièce Zamore et Mirza pose la question de l'intérêt de l'esclavage, message évidemment très controversé à l'époque. L'auteure adresse un message aux esclaves et à leurs propriétaires européens. Elle aborde le sujet de la violence des colonisateurs envers les esclaves, mais aussi celui de la violence des esclaves envers leurs colonisateurs. De plus, elle affirme que la pièce promeut la sagesse et la justice qui sont des valeurs qui n’étaient pas présentes[pourquoi ?] dans les colonies.

### Acte I
Dans le premier acte, les personnages principaux sont introduits. On voit Zamore et Mirza, seuls sur l’île à cause d’un crime commis par Zamore à l'encontre de son maître. À la suite d'une tempête Zamore sauve Sophie, une Française qui était sur le navire naufragé pour chercher son père. Elle pense qu’elle a perdu son mari et son bébé, mais Valère, son mari, était avec Mirza sur la côte. Les quatre personnages parlent et Sophie et Valère apprennent le crime de Zamore. Sophie et Valère pensent que le crime était justifié. À la fin de l’acte, Zamore et Mirza sont arrêtés…

### Acte II
Le deuxième acte est centré sur Mme de Saint-Frémont, la femme du Gouverneur. Elle entretient une conversation avec les serviteurs de Zamore et Mirza et des événements à propos des esclaves et des soldats dans la ville. Un capitaine trouve un bébé, que Mme et M. de Saint-Frémont veulent garder et élever. C’est dans cet acte que Mme de Saint-Frémont apprend que son mari avait une autre femme et une fille avant leur mariage. Mme de Saint-Frémont rencontre Sophie, qui est très reconnaissante que sa fille soit en sécurité. Sophie demande à Mme de Saint-Frémont d'aider Zamore et Mirza. Celle-ci lui répond qu’elle fera ce qu’elle pourra. À la fin de l’acte, on apprend que l’armée essaie de réprimer les émeutes que les esclaves fomentent en réponse à l’arrestation de Zamore.

### Acte III
Dans le troisième acte, les soldats sont chargés par M. de Saint-Frémont d'organiser l'exécution de Zamore. Sophie tente de convaincre Mme de Saint-Frémont de s'opposer à son mari, mais elle ne réussit pas. Valère essaie de persuader M. de Saint-Frémont qui argumente qu’il doit faire de Zamore un exemple. Les esclaves essaient de protéger Zamore. Sophie découvre que M. de Saint-Frémont est son père. Après cette révélation, le Gouverneur décide de gracier Zamore et de permettre son mariage avec Mirza.

### Résumé de la pièce
Valère et Sophie, un jeune couple français, font naufrage sur une Île des côtes indiennes et sont sauvés par deux esclaves fugitifs, Zamore et Mirza. Rattrapés par leurs persécuteurs, les deux esclaves sont condamnés à mort. Mais Valère et Sophie entendent bien intervenir pour sauver leurs nouveaux amis du sort cruel qui leur est destiné. Ils décident de convaincre M. et Mme de Saint-Frémont de revenir sur leur cruelle décision. Parallèlement, les esclaves se révoltent dans le but de sauver leurs anciens camarades Zamore et Mirza. L’armée est obligée d’intervenir pour contenir la révolte.

## Analyse

### Le féminisme
Le féminisme n'est pas le point central de la pièce en dépit du fait qu'Olympe de Gouges est une pionnière de cette cause.

### L'esclavage
L’esclavage est un thème majeur de la pièce. Sophie et Valère, les deux Français survivants du naufrage, parlent de l’esclavage dans le premier acte quand ils rencontrent Zamore et Mirza. Ils parlent de la cruauté de cette pratique et du fait que posséder des esclaves n'a rien de naturel. La pièce pose la question de l’esclavagisme qui perdure au moment où les Français se sont libérés de l’Ancien Régime par la révolution.

### Points de style
L’île où l'action se déroule détermine le message. Le lieu exotique isolé entraîne le spectateur loin de la société française. Cette île est presque un autre monde, notamment pour la grande majorité des Français de l'époque, à l'écart des préjugés [Pour qui ?] de la société française. Le spectateur peut avoir l’impression que la vie sur cette île dépend de règles différentes, dans un cadre plus naturel que la vie en France même, motivant la réflexion sur les droits universels et naturels des hommes.
Les Noirs esclaves de la fiction ont les mêmes qualités que les Blancs. Ils ne sont pas présentés ni comme des sauvages, ni comme moins intelligents ; ils pensent, réfléchissent, manifestent des qualités d’humanisme, au même titre que les Blancs. Les paroles des personnages comportent de très nombreuses exclamations. Le discours est souvent sur un ton émotionnel. L’objectif est de souligner l’injustice de l’esclavage, et la cruauté des réalités de l'esclavage dans les colonies.

### Contexte historique
La pièce a été écrite et jouée à un moment où les droits de l’individu étaient une question publiquement débattue. En 1789, la Révolution française est entamée et la Déclaration des droits de l'homme et du citoyen a été publiée en France. Ce projet d'égalité des individus visant plus les citoyens que les citoyennes, Olympe de Gouges a écrit et publié une Déclaration des droits de la femme et de la citoyenne, qui traite des droits des femmes dans la société, au même titre que ceux des hommes. Dans la même veine, elle revendique les mêmes droits pour les personnes de couleur dans Zamore et Mirza.
Avant la représentation de la pièce, de nombreux débats politiques publics avaient traité de l'extension des lois dans les colonies, de l’esclavage et du statut des esclaves dans les colonies. La question des droits des Noirs avait été portée devant l'Assemblée nationale par la Société des amis des Noirs. Le problème de l’esclavage avait été abordé par des philosophes des Lumières, comme Montesquieu et Rousseau qui évoquent les droits de l’individu dans la nature. Les œuvres de ces philosophes avaient amené l'opinion publique à réfléchir sur la pratique de l’esclavage et le traitement des Noirs dans les colonies et dans la société française (Striker 1985). La version définitive de la pièce est publiée en 1792 et Olympe de Gouges est guillotinée en 1793. En 1794, l'esclavage est aboli. Des voix comme celles d'Olympe de Gouges ont probablement servi la cause de l'égalité entre les Blancs et les Noirs.

### Contexte biographique
La vie personnelle d’Olympe de Gouges a affecté la conception et l'écriture de Zamore et Mirza. Enfant illégitime dans la pièce, Sophie est dans la situation qu'a connue l'autrice. Elle retrouve également tardivement son père. La création d’un personnage comme Sophie peut être une réponse d'Olympe de Gouges au traitement que la société réserve aux enfants illégitimes.
Olympe de Gouges est une des premières féministes françaises. Elle a déclaré qu’une des raisons qui l'ont décidée à devenir écrivain était la condition des esclaves.